# Bembidion praticola
Bembidion praticola är en skalbaggsart som beskrevs av Carl Hildebrand Lindroth. Bembidion praticola ingår i släktet Bembidion och familjen jordlöpare. Inga underarter finns listade i Catalogue of Life.